# Бейв'ю (Вісконсин)
Бейв'ю (англ. Bayview) — місто (англ. town) в США, в окрузі Бейфілд штату Вісконсин. Населення — 512 особи (2020).

## Демографія
Згідно з переписом 2010 року, у місті мешкало 487 осіб у 204 домогосподарствах у складі 145 родин. Було 310 помешкань
Расовий склад населення:
| - 89,1 % — білих - 4,7 % — корінних американців - 0,6 % — чорних або афроамериканців |

До двох чи більше рас належало 5,1 %. Частка іспаномовних становила 0,8 % від усіх жителів.
За віковим діапазоном населення розподілялося таким чином: 17,0 % — особи молодші 18 років, 63,9 % — особи у віці 18—64 років, 19,1 % — особи у віці 65 років та старші. Медіана віку мешканця становила 50,3 року. На 100 осіб жіночої статі у місті припадало 110,8 чоловіків;  на 100 жінок у віці від 18 років та старших — 110,4 чоловіків також старших 18 років.
Середній дохід на одне домашнє господарство  становив 89 189 доларів США (медіана — 61 875), а середній дохід на одну сім'ю — 112 722 долари (медіана — 79 167). Медіана доходів становила 63 125 доларів для чоловіків та 40 417 доларів для жінок. За межею бідності перебувало 9,6 % осіб, у тому числі 23,8 % дітей у віці до 18 років та 7,5 % осіб у віці 65 років та старших.
Цивільне працевлаштоване населення становило 201 особа. Основні галузі зайнятості: освіта, охорона здоров'я та соціальна допомога — 20,9 %, роздрібна торгівля — 14,9 %, мистецтво, розваги та відпочинок — 12,9 %.